# Affoux
Affoux település Franciaországban, Rhône megyében. Lakosainak száma 397 fő (2022. január 1.). Affoux Saint-Marcel-l'Éclairé, Saint-Forgeux, Villechenève, Violay és Montrottier községekkel határos.

## Népesség
A település népességének változása:
| Lakosok száma | 344  | 348  | 361  | 369  | 379  | 391  | 393  | 395  | 397  |
|               | 2013 | 2015 | 2016 | 2017 | 2018 | 2019 | 2020 | 2021 | 2022 |